# اورینت سکیوریتیز
اورینت سکیوریتیز (انگلیسی: Orient Securities) شرکت خدمات مالی و بانکداری چینی است، که در سال ۱۹۹۸ تأسیس شد.